# André Leliaert
André Leliaert (ur. 4 lutego 1923 w Brugii, zm. 19 listopada 2013) – belgijski kolarz torowy i szosowy, srebrny medalista mistrzostw świata.

## Kariera
Największy sukces w karierze André Leliaert osiągnął w 1951 roku, kiedy zdobył srebrny medal w wyścigu ze startu zatrzymanego zawodowców podczas torowych mistrzostw świata w Mediolanie. W zawodach tych wyprzedził go jedynie Holender Jan Pronk, a trzecie miejsce wywalczył Francuz Henri Lemoine. Był to jedyny medal wywalczony przez Leliaerta na międzynarodowej imprezie tej rangi. Trzykrotnie zdobywał medale torowych mistrzostw Belgii, w tym złoty w swej koronnej konkurencji w 1949 roku. Startował również w wyścigach szosowych, ale bez większych sukcesów. Nigdy nie wystąpił na igrzyskach olimpijskich.